# Escull Maro
L'escull Maro (en anglès Maro Reef i en hawaià Nalukākala) és un laberint d'esculls coral·lins de les illes de Sotavent de Hawaii. Està situat a 1.370 km al nord-oest de Honolulu. Les seves coordenades són: 25° 25′ N, 170° 35′ O / 25.417°N,170.583°O.
L'escull és la resta d'un atol submergit que queda a flor d'aigua amb la marea baixa. És l'escull més gran de Hawaii, amb 37 espècies de corall. Va ser descobert, el 1820, pel capità nord-americà Joseph Allen. L'escull va ser anomenat amb el nom del seu vaixell, el Maro de Nantucket, el primer balener que va arribar al port de Honolulu.